# Los Guachos
Los Guachos es el tercer álbum de estudio de la banda de reggae punk argentina Karamelo Santo. Fue publicado en 2000 y relanzado en 2020. En el disco participan como invitados Manu Chao (de Mano Negra), Tonino Carotone, Verónica Condomí, Fernando Barrientos  y Los Mártires Del Compás, entre otros. En el año 2007, la revista Rolling Stone de Argentina lo ubicó en el puesto 99.º de su lista de los 100 mejores álbumes del rock argentino

## Historia

### Antecedentes y grabación
Karamelo Santo comenzó siendo una banda punk del under argentino, pero fue evolucionando y adoptando géneros musicales a su repertorio, principalmente el reggae. En Los Guachos, reflejan un momento de la banda en el que estaban abiertos a influencias externas, principalmente de las bandas Mano Negra y Negu Gorriak. Se escuchan aquí también muchos ritmos afrolatinos, lo que ayudó a que el album se editara en muchas partes de Latinoamérica. El álbum muestra el lado más definido de la banda al Ska-Punk

### Estilo musical y contenido político
Mezcla de punk-rock con reggae, ska, mensajes contestatarios y sonidos afrolatinos, Los Guachos implicó también el ingreso de Karamelo Santo a un lugar de privilegio dentro de la escena local. Hasta allí habían sido un demo punky-dark (Baila Gordi), dos discos —La Kulebra (1995) y Perfectos Idiotas (1997)—, algunas canciones destacadas ("Vas A Volver", "El Baile Oficial", "La Kulebra Del Amor") y una militancia under con un olor a compromiso social. Después, la cosmogonía libertaria abarcó otras partes del planeta (18 shows por Europa) y la inclusión de uno de sus temas, "Que No Digan Nunca", en la banda de sonido de Caño Dorado, película de Eduardo Pinto. El disco también generó un puente con músicos europeos, cuyas inquietudes eran las mismas. Chico Ocaña, Tonino Carotone y Manu Chao participaron como invitados y estuvieron comprometidos con el concepto del disco. “La idea no sólo fue que vengan a cantar un tema y nada más sino que formaran parte del proyecto. Aportaron un montón de ideas a nivel letras y también música. Son como hermanos para nosotros”, dice Goy. 

## Lista de canciones
1. Son del Negro
2. Que No Digan Nunca
3. El Reo
4. Pandita de Amor
5. La Picadura
6. Jarillero
7. Balas
8. La Kalor
9. Niño de Fuego
10. Angelito
11. Guerrillero
12. Down
13. Cuando te Recuerdo

## Músicos
- Goy Karamelo: voz
- Piro: Voz
- Lucas Villafañe: guitarra
- Pablo Colpachi: batería
- Araña: percusión y voz

### Músicos invitados
- Richar Troilo: Producción y teclados en 3, 4, 5, 10, 12, 13, 15 y 16
- Manu Chao: voz en 4 y 9. Coros en 2, 5 y 3
- Gambit: voces en 2 y 5. Coros en 8, 4 y 6. Guitarra española en 5 y 15. Guitarra eléctrica en 6
- Erwin: saxo en 1